# Catálogo de Galaxias y de Cúmulos de Galaxias
El Catálogo de Galaxias y Cúmulos de Galaxias (CGCG), conocido también Catálogo Zwicky (ZWG),  fue compilado por Fritz Zwicky y publicado por el Instituto Tecnológico de California en seis volúmenes entre los años 1961 y 1968 . Contiene un total de 29418 entradas de galaxias y cúmulos de galaxias.

## Imágenes
He aquí algunas imágenes del catálogo, las más destacadas

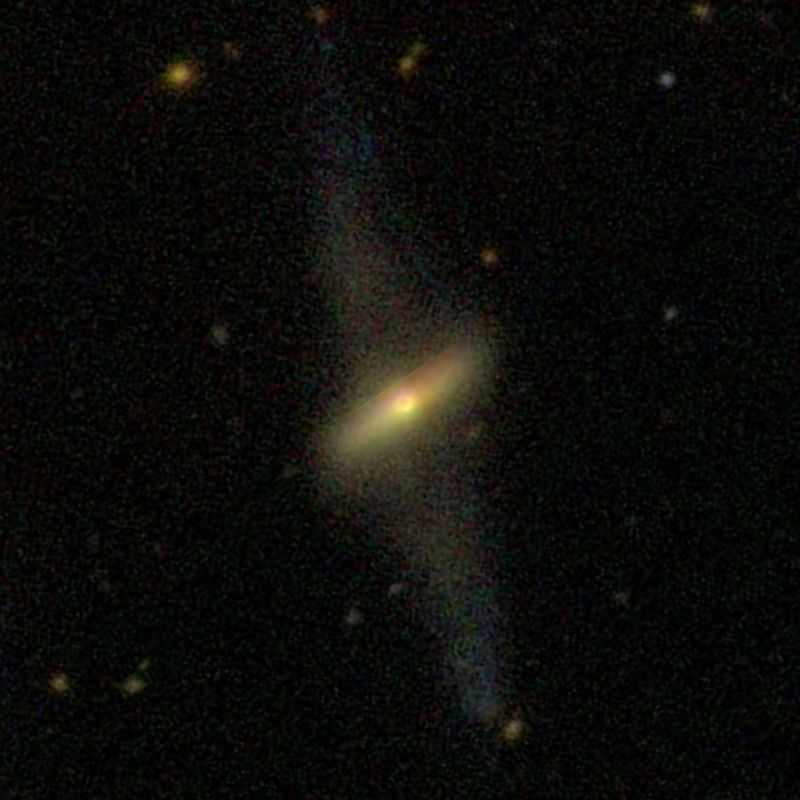
I Zwicky 73

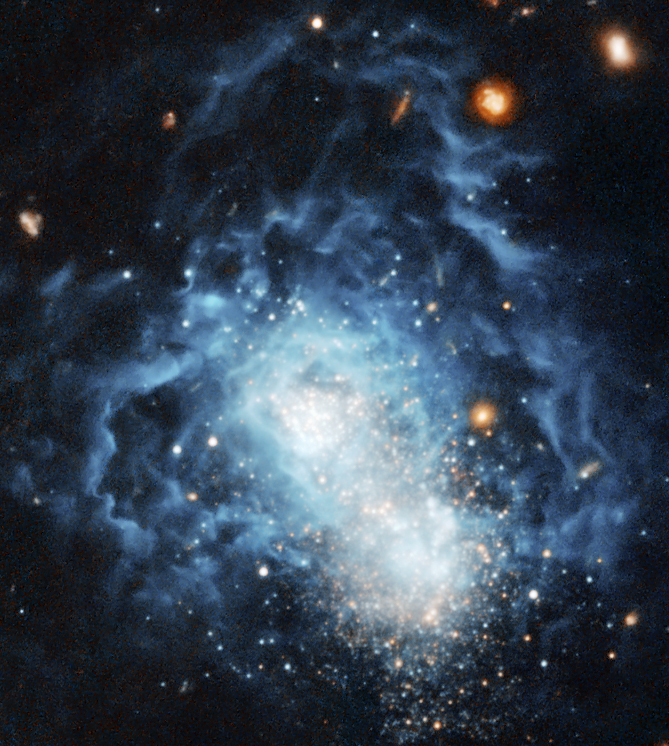
Una imagen de I Zw 18

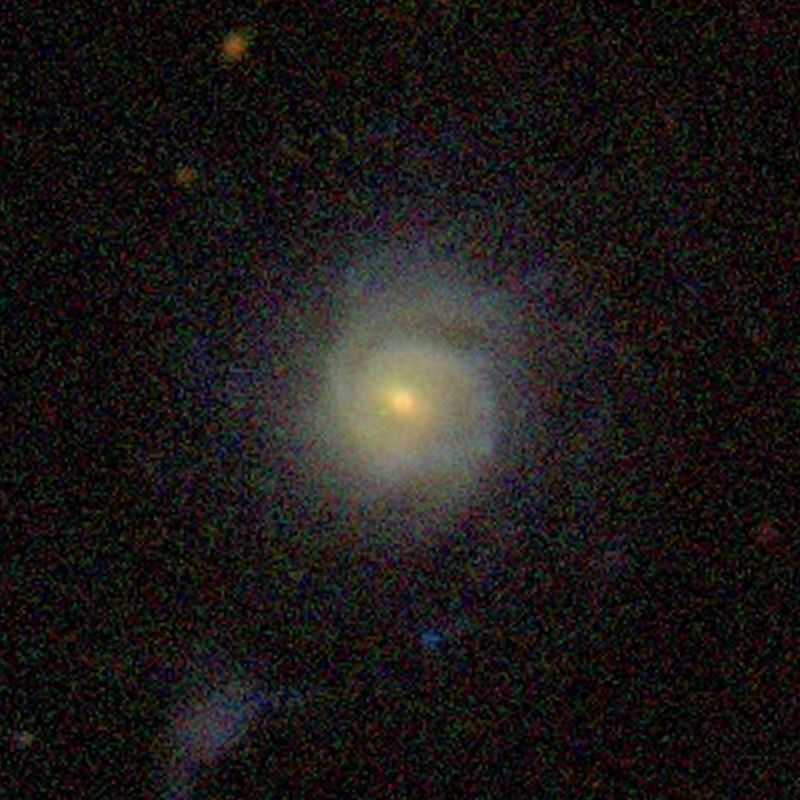
Una galaxia espiral en la constelación de Canes Venatici

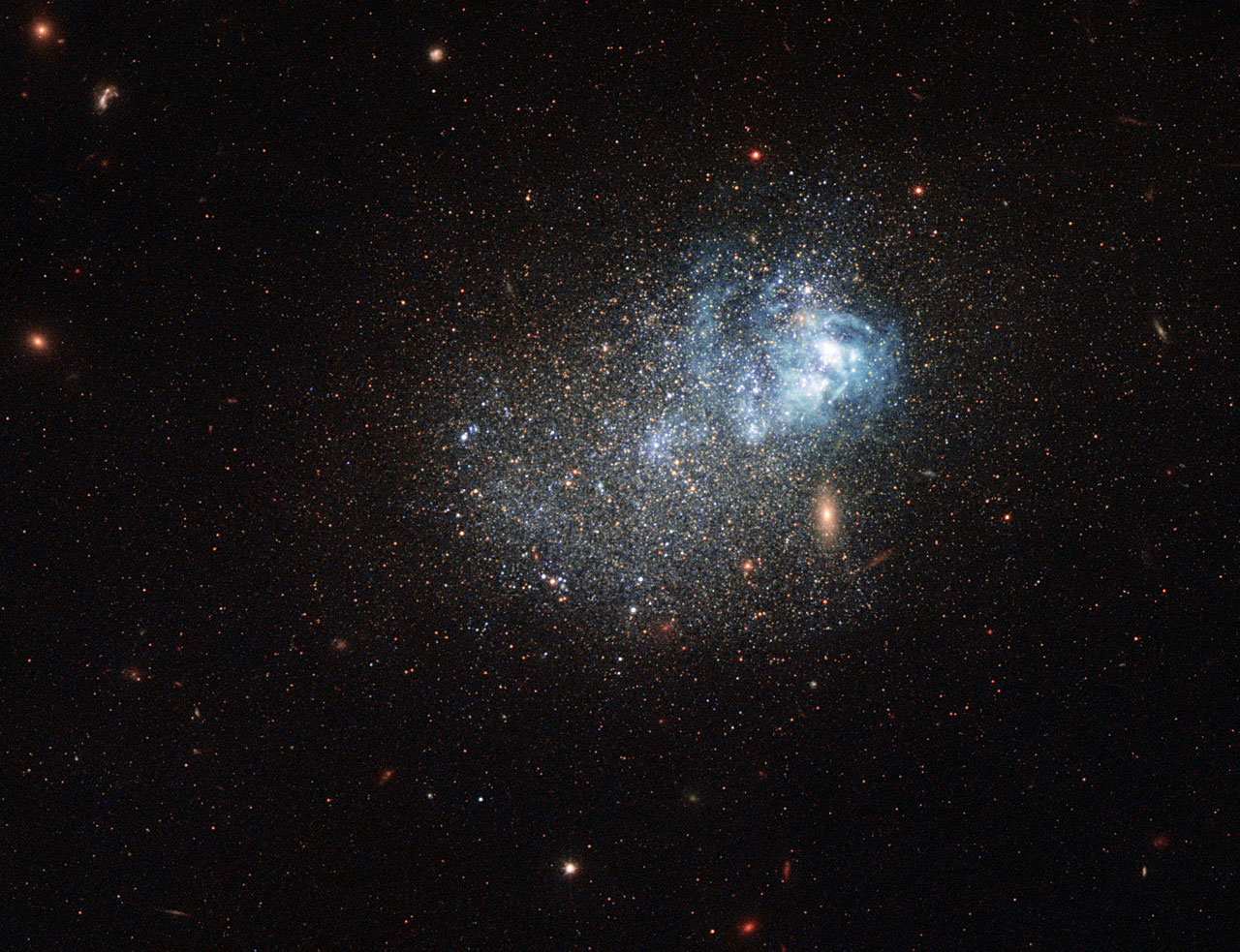